# Přibyslavice (ort i Tjeckien, Vysočina)
Přibyslavice är en ort i Tjeckien.   Den ligger i regionen Vysočina, i den centrala delen av landet, 130 km sydost om huvudstaden Prag. Přibyslavice ligger 438 meter över havet och antalet invånare är 803.
Terrängen runt Přibyslavice är platt österut, men västerut är den kuperad. Přibyslavice ligger nere i en dal.Runt Přibyslavice är det tätbefolkat, med 683 invånare per kvadratkilometer. Närmaste större samhälle är Třebíč, 9,0 km sydost om Přibyslavice. Trakten runt Přibyslavice består till största delen av jordbruksmark.